# Phyllarthron cauliflorum
Phyllarthron cauliflorum là một loài thực vật có hoa trong họ Chùm ớt. Loài này được Capuron miêu tả khoa học đầu tiên năm 1971.